# Gharios El Chemor de Ghassan Al-Numan VIII
Gharios El Chemor Al-Numan VIII (Nascido Ahnume Guerios, 29 de setembro de 1973, Curitiba) é o pretendente ao trono do antigo Reino de Ghassan e à chefia da Casa Real de Ghassan.
A Casa Real de Ghassan é credenciada pela ONU com Status Consultivo Especial desde 2016, sua reivindicação à chefia da casa é reconhecida pelo Conselho Global de Imams (Global Imams Council) desde 2020 e pelo Dr. Joseph Albert Kechichian, um dos maiores especialistas em sucessão real árabe. Gharios também é o único líder cristão secular do Oriente Médio reconhecido por várias entidades de diferentes origens. A Casa Real de Ghassan também está legalmente autorizada a operar no Líbano por Decreto Presidencial 5.800/2019 e pelo Ministério do Interior libanês e Diretoria Geral de Municípios de Assuntos Políticos e Refugiados – Número: 814/4 /2022.

## Artes marciais
Gharios começou a praticar artes marciais aos quatro anos de idade com judô. No início precisou ser obrigado pelo pai, mas logo começou a apreciar as artes marciais e a cultura asiática como um todo. Mais tarde, ele também praticou Kung Fu, Karate, Esgrima Europeia, Esgrima Japonesa, Jiu-Jistu, Kali Silat, Kobudo e Aikido.
Começou a praticar Aikido em 1986 e se tornou instrutor para iniciantes em 1991. Obteve sua faixa preta em 1992 e foi registrado no Japão em 1993. Ainda em 1993 fundou o Instituto Shinken, que operou até 2017, ensinando Aikido e Cultura Japonesa em cinco cidades no Brasil.
Gharios foi aluno direto e sócio de Steven Seagal de 1997 até 2002.
Entre 2003 e 2017, Gharios foi aluno de Yoshimitsu Yamada, Sensei 8º Dan (um dos poucos discípulos diretos do fundador do Aikido, Morihei Ueshiba). Gharios foi responsável pelo Aikido-Aikikai em Curitiba (Paraná, Brasil) de 1991 a 2010.

## Caridade
Fortemente influenciado por sua família, principalmente pela avó materna, Gharios sempre se interessou pela caridade, sendo voluntário em diversas organizações sem fins lucrativos, tanto durante sua infância, no Brasil, quanto na vida adulta, nos Estados Unidos.
Em 2016, Michael Hesemann fundou a Prinz Gharios Stiftung, uma organização sem fins lucrativos, com sede na Alemanha, que visa proteger os cristãos no Oriente Médio, "fornecer cuidados, educação e treinamento para órfãos de guerra cristãos, proteger cristãos perseguidos e exilados e preservar e promover a cultura do cristianismo oriental de todas as denominações."
Em 2019, Gharios e seus apoiadores criaram a iniciativa "One Voice for Christians", presidida por Antoine Kalaydjian com um conselho composto pelo Dr. Joseph Albert Kechichian, Michael Hesemann, Khalil Melhem e Thomas Schirrmacher. A iniciativa conta com o apoio de diversos líderes religiosos, incluindo Sua Santidade Aram I e Paul Youssef Matar.
Mais recentemente, Gharios criou a iniciativa World Evolution, que visa abordar as três grandes questões globais: fome, “riqueza verde” (desenvolvimento sustentável) e educação.

## Ordens Dinásticas
Em 2008, quando assumiu a chefia da Casa Real, Gharios criou a primeira ordem dinástica ghassânida, chamada de "Sagrada Ordem de São Miguel Arcanjo", que mais tarde foi renomeada para "Ordem Equestre de Miguel Arcanjo" para evitar problemas com organizações de nome similar.
A ordem foi concedida e aceita por Bujar Nishani, ex-presidente da Albânia, em uma reunião privada especial no palácio presidencial em 2017. A ordem também foi concedida a Sua Santidade Aram I, o Chefe da Santa Sé da Cilícia, em 2018. Outros membros notáveis incluem o ex-ministro da Tecnologia do Brasil e astronauta Marcos Pontes, Hajji Baba Mondi e o Príncipe Leka II.
Em 2023, Gharios criou duas novas ordens dinásticas para a família, a Ordem de São Sérgio (o padroeiro dos gassânidas) e a Ordem de Cristo Pantokrator, que será limitada a 100 membros.
É documentado que os gassânidas foram um dos primeiros cavaleiros cristãos, lutando para proteger a Terra Santa sob o Império Bizantino, cerca de 500 anos antes da Primeira Cruzada. Eles foram os primeiros combatentes cristãos a incorporar um código de honra equivalente a um "código de cavalaria". O código de honra ghassânida era baseado no conceito árabe de "Muru'a", que tinha princípios básicos muito semelhantes ao que, mais tarde, tornaram-se sinônimos de cavalheirismo (bravura em combate, respeito pelas mulheres, proteção dos fracos e necessitados e honra). Como os antigos Ghassânidas não se organizavam em Ordens como conhecemos hoje, essas ordens dinásticas não reclamam a sucessão ou continuação de qualquer ordem antiga.

## Honras e Prêmios

### Honras

#### Ordens dinásticas
Grão-Mestre da Ordem Equestre de Cristo Pantokrator;
Grão-Mestre da Ordem Equestre de São Sérgio;
Grão-Mestre da Ordem Equestre de Miguel Arcanjo;

#### Honras estrangeiras
- Cavaleiro da Ordem Equestre do Santo Sepulcro de Jerusalém (2014);[21]
- Medalha Dragomanov de Comunicação Europeia (2017);[21]
- Cavaleiro Comendador da Ordem Equestre do Santo Sepulcro de Jerusalém (2019);[21]
- Grã-Cruz da Honrosa Ordem de Omukama Chwa II Kabalega (2020);[21]
- Grão-Colar da Ordem Real de Obeng II (2021);[22]

#### Prêmios
- Coronel do Kentucky (2012);[21]
- Cidadania Petropolitana (2016);[23]
- Prêmio Ícone AOF (Action on Film) (2021);
- Hall da Fama Internacional dos Esportes (2022);[24]
- Listado no Marquis Who's Who in America (2023);[25]